# Ceamurlia de Sus, Tulcea
Ceamurlia de Sus este un sat în comuna Baia din județul Tulcea, Dobrogea, România. Vechiul nume al localității a fost Caramugiac (în turcă Yeni Kazak).